# 托马斯·默伦坎普
托马斯·默伦坎普（德語：Thomas Möllenkamp，1961年10月7日—），德国男子赛艇运动员。他曾代表西德参加1984年和1988年夏季奥林匹克运动会赛艇比赛，其中1988年奥运会获得一枚金牌。